# Кюне, Анди
Анди Кюне (нем. Andy Kühne; род. 19 ноября 1987, Аннаберг-Буххольц) — немецкий лыжник, призёр этапа Кубка мира. Специализируется в дистанционных гонках.

## Карьера
В Кубке мира Кюне дебютировал в январе 2011 года, в феврале того же года единственный раз попал в тройку лучших на этапе Кубка мира, в эстафете. Кроме этого на сегодняшний момент имеет 3 попадания в тридцатку лучших на этапах Кубка мира, 2 в личных и 1 в командных гонках. Лучшим достижением Кюне в общем итоговом зачёте Кубка мира является 123-е место в сезоне 2011-12.
За свою карьеру в чемпионатах мира и Олимпийских играх участия пока не принимал. В 2011 году стал чемпионом Германии в гонке на 10 км свободным стилем.
Использует лыжи и ботинки производства фирмы Rossignol, крепления Rottefella.